# سوف‌های بزرگ
سوف‌های بزرگ (نام علمی: Latidae) نام یک تیره از زیرراسته سوف‌ماهی‌شکلیان است.